# Stara Wieś (Nowy Sącz)
Pour les articles homonymes, voir Stara Wieś.
Stara Wieś est une localité polonaise de la gmina de Grybów, située dans le powiat de Nowy Sącz en voïvodie de Petite-Pologne.